# Scrophulariaceae
Las escrofulariáceas (Scrophulariaceae), a la que pertenece la escrofularia y Verbascum, son una familia de plantas, que comprenden entre 220 y 300 géneros y 4000 a 4500 especies, dependiendo de la interpretación taxonómica. Tienen una distribución cosmopolita, aunque son más abundantes en las zonas templadas y las montañas tropicales. Su interés económico se debe a que son plantas muy vistosas, cultivadas como ornamentales y también como plantas medicinales.

## Descripción
Principalmente son plantas herbáceas, a veces leñosas y solo algunas trepadoras. De hojas simples, enteras o dentadas y sin estípulas. Las flores suelen ser de disposición variada, hermafroditas e irregulares. Estambres desde 2 hasta 5. Fruto en cápsula, tanto dehiscente como indehiscente. Semillas muy variadas.

## Usos
La familia incluye muchas plantas medicinales, entre ellas:
- Bacopa,  hisopo de agua
- Chelone, "cabeza de tortuga"
- Digitalis, dedalera (¡tóxica!)
- Euphrasia, eufrasia
- Gratiola,  hisopo de cerca
- Leptandra,  Leptandra
- Linaria, linaria
- Rehmannia, dedalera china, usada en la medicina tradicional china.
- Scrophularia, escrofularia
- Verbascum, verbasco
- Veronica, verónica

Hay también semiparásitas y parásitas completas, entre ellas:
- Melampyrum
- Pedicularis

Muchos jardineros están familiarizados con las linarias (género Linaria).
Los labios apretados de Linaria se les puede hacer abrir sus fauces presionando el resorte con un simple tirón de las flores. Esto ejerce una gran fascinación entre los pequeños de la casa, especialmente cuando va acompañado del efecto sonoro apropiado "uitch uitch " para los pequeños conejitos.

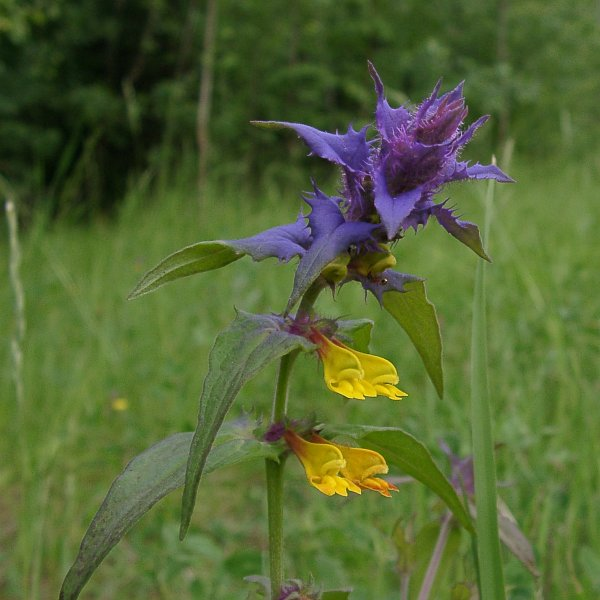
Melampyrum nemorosum

Entre los géneros presentes en España se pueden citar:
- Los verbascos (género Verbascum).
- Las linarias (género Linaria).
- Las dedaleras (género Digitalis).
- Las melampiras (género Melampyrum).
- Las eufrasias (género Euphrasia) con cerca de 150 especies.
- Las pedicularias (género Pedicularis) con cerca  de 250 especies.
- Las crestas de gallo (género Rhinanthus) y las clandestinas (género Lathraea).
- Las escrofularias (género Scrophularia) con 17 especies  Scrophularia canina la escrofularia de los perros.

Nota: las verónicas (género Veronica), dedaleras (género Digitalis), linarias (género Linaria) y otros géneros, tradicionalmente estaban clasificados dentro de la familia Scrophulariaceae, sin embargo con la clasificación filogenética APG están incluidas en la familia  Plantaginaceae.
Las eufrasias son plantas semi-parásitas mientras que las clandestinas son parásitas completas.
La clasificación filogenética APG sitúa esta familia en el orden de las Lamiales así mismo dentro del grupo de las Lamiidae.
Orobanche se sitúa a veces en su propia familia, Orobanchaceae.

## Géneros
- Véase:  Anexo:Géneros de Scrophulariaceae

Atención: algunos géneros han sido transferidos a otras familias, indicados con "→" 
- Agalinis Raf.
- Alectra Thunb.
- Amphianthus Torr.
- Anarrhinum Desf.
- Angelonia Humb. & Bonpl.
- Asarina Mill.  → Plantaginaceae
- Aureolaria Raf.
- Bacopa Aubl.  → Plantaginaceae
- Bartsia L.  → Orobanchaceae
- Bellardia All.
- Besseya Rydb.  → Plantaginaceae
- Brachystigma Pennell
- Buchnera L.
- Calceolaria L.   → Calceolariaceae
- Capraria L.
- Castilleja Mutis.
- Chaenorhinum Reichenb.
- Chelone L.  → Plantaginaceae
- Chionophila Benth.  → Plantaginaceae
- Collinsia Nutt.  → Plantaginaceae
- Cordylanthus Nutt.  → Orobanchaceae
- Cymbalaria Hill.  → Plantaginaceae
- Dasistoma Raf.
- Digitalis L.  → Plantaginaceae
- Diplacus Nutt.
- Dopatrium Buch.-Ham.
- Epixiphium  Munz  → Plantaginaceae
- Euphrasia L.  → Orobanchaceae
- Galvezia Dombey  → Plantaginaceae
- Gambelia Nutt.  → Plantaginaceae
- Gerardia
- Glossostigma Wight & Arn.
- Gratiola L.   → Plantaginaceae
- Hebe Comm.  → Plantaginaceae
- Hemianthus Nutt.
- Holmgrenanthe Elisens   → Plantaginaceae
- Howelliella Rothm.   → Plantaginaceae
- Ilysanthes
- Keckiella Straw.   → Plantaginaceae
- Kickxia Dumort.   → Plantaginaceae
- Lagotis Gaertn.  →  Plantaginaceae
- Latharea L.
- Lendneria Minod
- Leucophyllum Bonpl.
- Leucospora Nutt.
- Limnophila R. Br.   → Plantaginaceae
- Limosella L.
- Linaria P. Mill.   → Plantaginaceae
- Lindernia All.  → Linderniaceae
- Lophospermum D. Don.  → Plantaginaceae
- Mabrya Elisens.  → Plantaginaceae
- Macranthera Nutt.
- Maurandella Rothm.  → Plantaginaceae
- Maurandya Ortega.  → Plantaginaceae
- Mazus Lour.   → Mazaceae
- Mecardonia Ruiz & Pavón.  → Plantaginaceae
- Melampyrum L.  → Orobanchaceae
- Micranthemum Michx.  → Plantaginaceae
- Mimetanthe Greene
- Mimulus L.  → Phrymaceae
- Misopates Raf.  → Plantaginaceae
- Mohavea Gray.  → Plantaginaceae
- Nemesia Vent.
- Neogaerrhinum Rothm.  → Plantaginaceae
- Nothochelone Straw.  → Plantaginaceae
- Nuttallanthus D.A. Sutton.  → Plantaginaceae
- Odontites Ludwig.  → Orobanchaceae
- Orobanche L.  → Orobanchaceae
- Orthocarpus Nutt.  → Orobanchaceae
- Parentucellia Viviani.  → Orobanchaceae
- Paulownia Sieb. & Zucc.  → Paulowniaceae
- Pedicularis L.  → Orobanchaceae
- Penstemon Schmidel.  → Plantaginaceae
- Pseudorontium Rothm.  → Plantaginaceae
- Rehmannia Libosch.
- Rhinanthus L.  → Orobanchaceae
- Russelia Jacq.  → Plantaginaceae
- Sairocarpus D.A. Sutton.  → Plantaginaceae
- Schistophragma Benth.  → Plantaginaceae
- Schwalbea L.
- Scoparia L.  → Plantaginaceae
- Scrophularia L.
- Seymeria Pursh
- Stemodia L.
- Striga Lour.   → Orobanchaceae
- Synthyris Benth.   → Plantaginaceae
- Tetranema Benth.
- Tomanthera
- Tonella Nutt.  → Plantaginaceae
- Torenia L.  → Linderniaceae
- Tozzia L.   → Orobanchaceae
- Triphysaria Fisch. & C.A. Mey. →  Orobanchaceae
- Verbascum L.
- Veronica L.  → Plantaginaceae
- Veronicastrum Heister  → Plantaginaceae
- y alrededor de 130-200 más.

## Sinonimia
- Ellisiophyllaceae. Archivado el 4 de marzo de 2016 en Wayback Machine.
- Bontiaceae, Buddlejaceae, Caprariaceae, Hebenstretiaceae, Limosellaceae, Myoporaceae, Oftiaceae, Selaginaceae, Verbascaceae.